# Cytochroom c

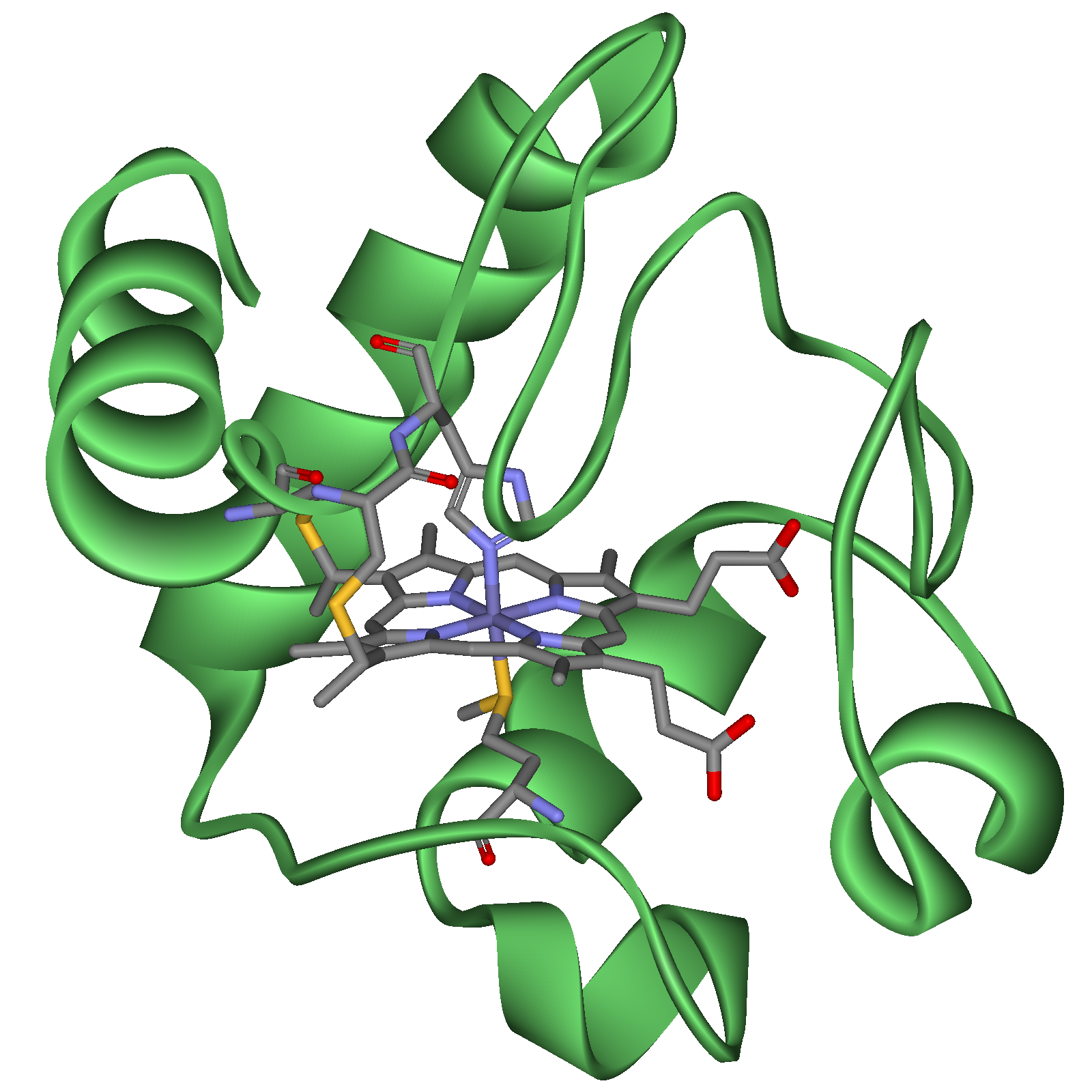
Cytochroom c model met heem c als staafjes weergegeven.

Cytochroom c is een klein eiwit met ongeveer 100 aminozuren en behoort tot de familie van de cytochromen, die in de mitochondriën bij de oxidatieve fosforylering (energiewinning) een onmisbare rol spelen als elektronendrager (elektronentransporteur). Het co-enzym is heem. Homologen van het cytochroom c komen als mono- en multimeren in alle levende wezens voor. Bij de mens zijn mutaties in het CYCS-gen de mogelijke oorzaak van een tekort aan cytochroom c en de oorzaak van erfelijke trombocytopenie.

## Structuur
De primaire structuur van het menselijke cytochroom c bestaat uit 104 aminozuren. Het cytochroom c heeft als co-enzym (prosthetische groep) een heem c, dat met twee thio-ether-bruggen aan twee cysteïne-restgroepen in het eiwit gebonden is. Het centrale Fe2+-ion is octaëdrisch met coördinatieve bindingen equatoriaal aan de vier stikstofatomen van het pyrrool in het porfyrine en axiaal aan een stikstofatoom van een histidine-restgroep en een zwavelatoom van een methionine-restgroep in het eiwit gebonden. De richting loodrecht op het vlak van de heemgroep wordt als axiaal aangeduid, de richting in het vlak van het eiwit als equatoriaal.
De heemverbinding geeft daarnaast de rode kleur aan het cytochroom c.

## Functie
Het enzym cytochroom-c-reductase (complex III van de oxidatieve fosforylering) oxideert in de Q-cyclus een molecuul co-enzym Q10 (CoQ) en reduceert daarbij twee moleculen cytochroom c. Het enzym cytochroom-c-oxidase (complex IV van de oxidatieve fosforylering) oxideert vier moleculen cytochroom c en reduceert één molecuul zuurstof waarbij twee moleculen water gevormd worden.
Bij beschadiging van de mitochondriën komt cytochroom c in het cytosol, waarna het, via opeenvolgende signalen, tot celdood leidt, via het activeren van een caspase-cascade.
Daar cytochroom c in praktisch alle levende wezens voorkomt, en het in de primaire structuur tussen op elkaar lijkende soorten maar op enkele aminozuren verschilt, is het een belangrijk middel bij de taxonomische indeling van levende wezens, en een indicatie voor de evolutionaire ontwikkeling van de soorten. Zo hebben kippen en kalkoenen dezelfde homologische sequentie (aminozuur na aminozuur), terwijl in vergelijking met eenden er een aminozuur verschillend is. Mensen en chimpansees hebben hetzelfde molecuul, terwijl bij resusaapjes één aminozuur verschillend is: het 66ste aminozuur bij mensen en chimpansees is isoleucine, terwijl het bij de resusaapjes threonine is. varkens, koeien en schapen hebben dezelfde cytochroom c moleculen.